# Ragusa Ibla

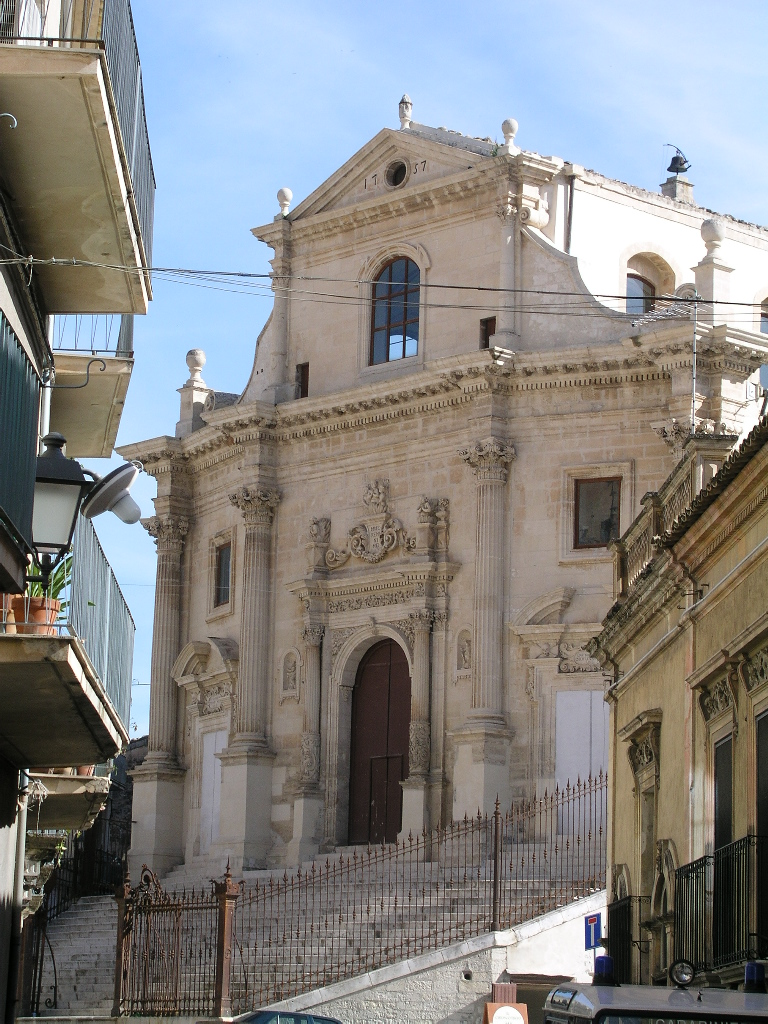
Kirche Anime del Purgatorio

Ragusa Ibla ist ein Stadtteil der Stadt Ragusa in der italienischen Region Sizilien. Er befindet sich im Osten der Stadt unterhalb von Ragusa Superiore. 
Ursprünglich lag hier die von den Sikelern gegründete Siedlung Hybla, wovon sich der Name Ragusa Ibla ableitet. Nach einem schweren Erdbeben 1693 wurde der Ortsteil im Stil des sizilianischen Barock neu aufgebaut. Ragusa Ibla ist Teil des Welterbes Spätbarocke Städte des Val di Noto.

## Bauwerke
Am Beginn einer langen Freitreppe, die von Ragusa Ibla nach Ragusa Superiore führt, befindet sich die Barockkirche Anime del Purgatorio. 
Die Kirche San Giorgio ist dem heiligen Georg, dem Schutzpatron von Ragusa Ibla, geweiht. Sie wurde von 1744 bis 1775 nach den Plänen von Rosario Gagliardi erbaut. Über eine breite Freitreppe gelangt man zum Portal, das von je drei Säulen gerahmt wird. Die Säulenordnung wird nach oben fortgesetzt bis zum Glockengeschoss, das mit Skulpturen geschmückt ist. Die Kuppel wurde erst 1820 errichtet.
Die Kirche San Giuseppe wurde ebenfalls von Rosario Gagliardi geplant und hat einen elliptischen Grundriss. Zur reichen Ausstattung des Innenraums gehört eine Silberstatue des heiligen Josephs, die aus dem 16. Jahrhundert stammt.
Nördlich des Stadtparks Giardino Ibleo liegen die Ausgrabungsstätten der antiken Stadt, die unter griechischer Herrschaft Hybla Heraia hieß.

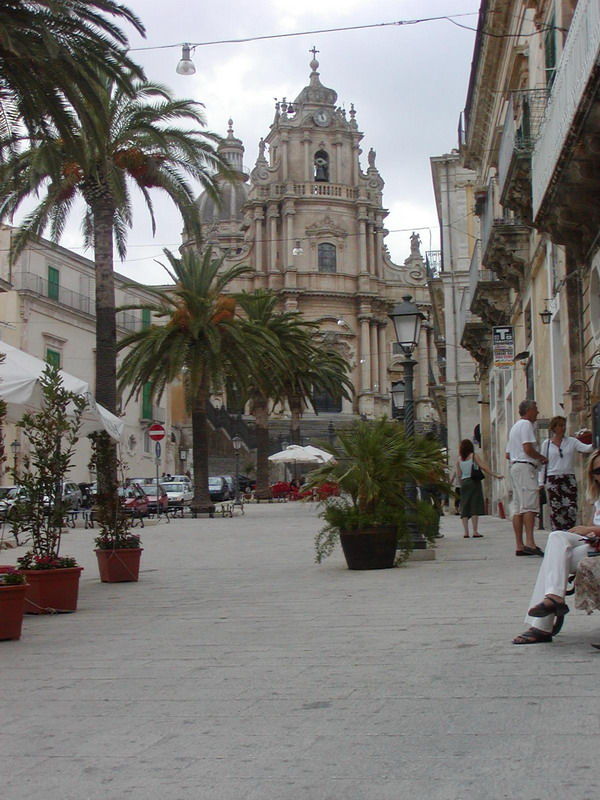
Kirche San Giorgio
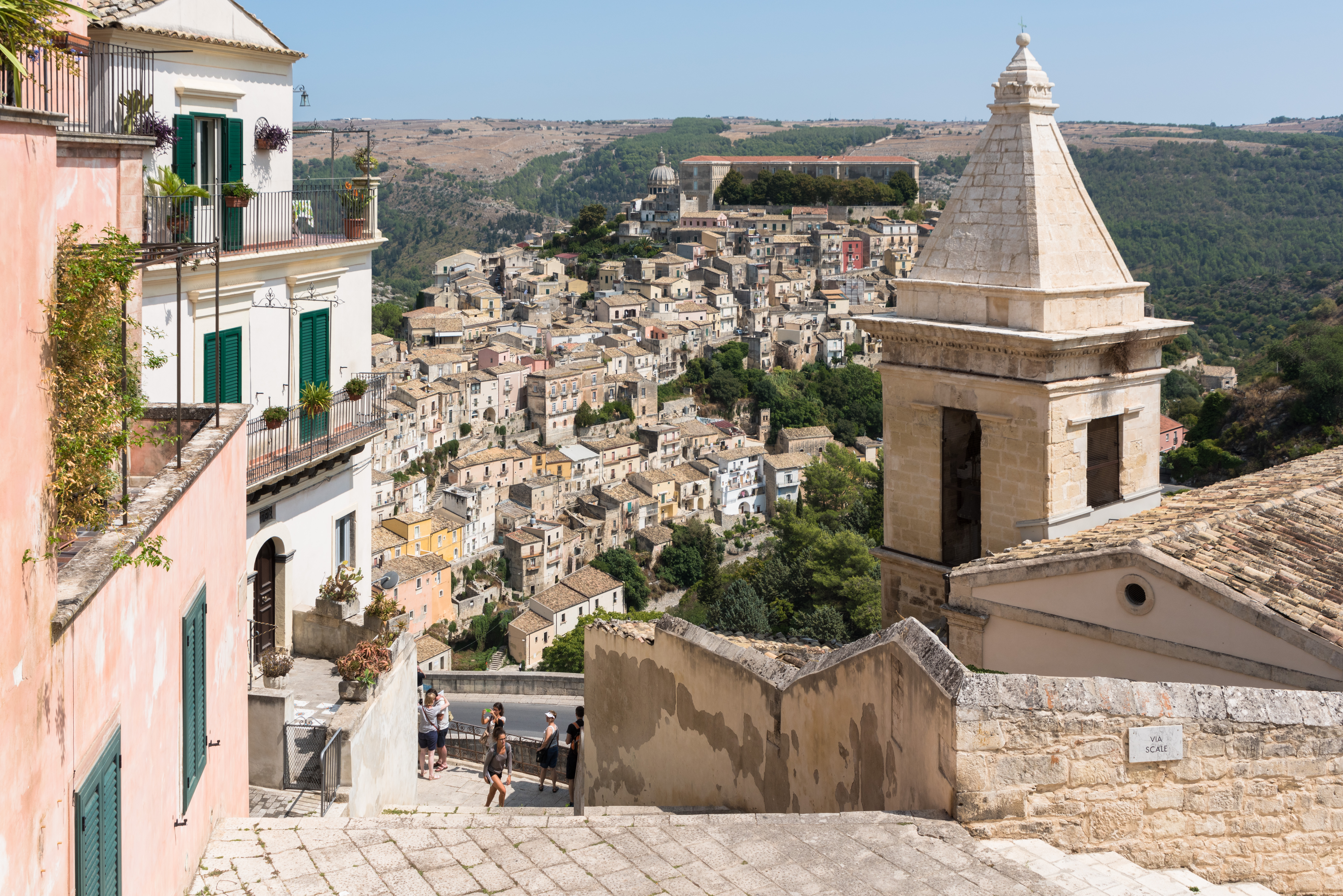
Blick von Ragusa Superiore auf Ragusa Ibla

## Veranstaltungen
Die New Yorker Ibla Foundation veranstaltet regelmäßig internationale Musikwettbewerbe für verschiedene Instrumentalgruppen in Ragusa Ibla.